# Librsvg
librsvgはGNOMEプロジェクトの一部で、オープンソース SVG レンダリングライブラリである。ライセンスはLGPLライセンス。
librsvgはバージョンv2.13.0.から第一バックエンドとしてCairoを使用している。
librsvgはGNOMEデスクトップで使う為に開発されたが、拡張グラフィックSVGフォーマットをサポートする他の多くのアプリケーションにも内蔵されている。
ウィキペディアはSVGレンダリングにlibrsvgを使用している。

## 参照
1. ↑  http://www.mediawiki.org/wiki/Manual:Image_Administration#SVG